# بیلی بین
ویلیام لامار بین III ((به انگلیسی: Billy Beane)؛ زادهٔ ۲۹ مارس ۱۹۶۲) بازیکن سابق بیسبال حرفه ای آمریکایی و مدیر فعلی دفتر ارتباط با ورزشکاران است. او معاون اجرایی فعالیت‌های بیسبال و مالک بخش کمی از تیم اوکلند اتلتیکس لیگ برتر بیسبال آمریکا است. او همچنین مالک بخش کمی از باشگاه فوتبال بارنزلی چمپیونشیپ در انگلستان و باشگاه فوتبال آزد آلکمار در لیگ برتر فوتبال هلند است. از سال ۱۹۸۴ تا ۱۹۸۹ او در ام‌ال‌بی به عنوان بازیکن بخش برونی میدان برای نیویورک متس، مینه سوتا توئینز، دیترویت تایگرز و اوکلند اتلتیکس بازی کرد. او در سال ۱۹۹۰ به عنوان مأمور استخدام ورزشکاران به دفتر ارتباط با ورزشکاران پیوست، پس از فصل ۱۹۹۷ به عنوان مدیر کل معرفی شد و پس از فصل ۲۰۱۵ به معاونت اجرایی ارتقا یافت.
موضوع کتاب مایکل لوئیس در سال ۲۰۰۳ در مورد بیلی بین و اقتصاد بیسبال است و نام آن، مانیبال می‌باشد. در سال ۲۰۱۱ فیلم این کتاب تحت عنوان مانیبال با بازی برد پیت در نقش بین ساخته شد.